# راس لینچ
راس لینچ (انگلیسی: Ross Lynch؛ زاده ۲۹ دسامبر ۱۹۹۵) موسیقی‌دان، خواننده و بازیگر اهل ایالات متحده آمریکا است. وی از سال ۲۰۰۹ میلادی تاکنون مشغول فعالیت بوده‌است. از کارهایی که وی به عنوان بازیگر در آن حضور داشته، می‌توان به سریال‌های ماجراجویی‌های هراس‌انگیز سابرینا و آستین و آلی و فیلم دوست من دامر اشاره کرد.